# Lataquia
Lataquia ou Laodiceia  (em árabe: اللاذقية‎; romaniz.: Al-Ladhiqiyah; em grego: Λαοδικεία; romaniz.: Laodikeia; em turco: Lazkiye; em latim: Laodicea ad Mare) é uma cidade da Síria, principal porto do país e capital do distrito homônimo. Sua população é de 383 786 habitantes, segundo algumas fontes, ou de 2 000 000 habitantes, segundo outras.

## Etimologia e uso
O topônimo Laodiceia advém do grego Λαοδικεία (Laodikeia), através do latim Laodicea. O nome grego foi imposto pelo Rei Seleuco I Nicátor em honra a Laódice, sua mãe. O topônimo foi registrado em língua portuguesa a partir do século XIV, inicialmente como "Laodicia".  Os respectivos gentílicos, "laodiceno" e "laodicense", são registrados em português a partir de 1881. Em diversas fontes onomásticas, a forma Laodiceia parece ser reservada para a cidade antiga, hoje chamada Lataquia.
A forma moderna Lataquia é registrada em língua portuguesa por Antenor Nascentes.

## História
O sítio, numa península, é ocupado há muito tempo. Os fenícios possuíam ali uma cidade, chamada Ramita, que os gregos conheciam como Leukê Aktê, "costa branca". Foi renomeada Laodiceia por Seleuco I Nicátor, em homenagem a sua mãe. Era uma das quatro cidades da tetrápole síria. Herodes, o Grande, dotou-a de um aqueduto, cujas ruínas ainda podem ser vistas. Dolabela, sitiado em Laodiceia pelas forças de Cássio, destruiu diversas partes da cidade.
Um arco do tempo de Sétimo Severo sobrevive. Parece ter havido uma considerável população judia em Laodiceia no século I. O herege Apolinário foi bispo de Laodiceia no século IV. Desde cedo a cidade cunhava moedas.
Foi devastada por terremotos em 494 e 555, e capturada pelos árabes do Califado muçulmano em 638. Foi tomada pelo Império Bizantino em 969 e, em seguida, pelos seljúcidas em 1084. Em 1097, passou às mãos dos cruzados e integrou o Principado de Antioquia. Os bizantinos controlaram-na novamente entre 1098 e 1100. Saladino tomou-a em 1188. Foi capturada pelo Condado cruzado de Trípoli em 1260 e pelos Kalawun em 1287. A partir do século XVI e até a Primeira Guerra Mundial, Laodiceia integrou o Império Otomano.

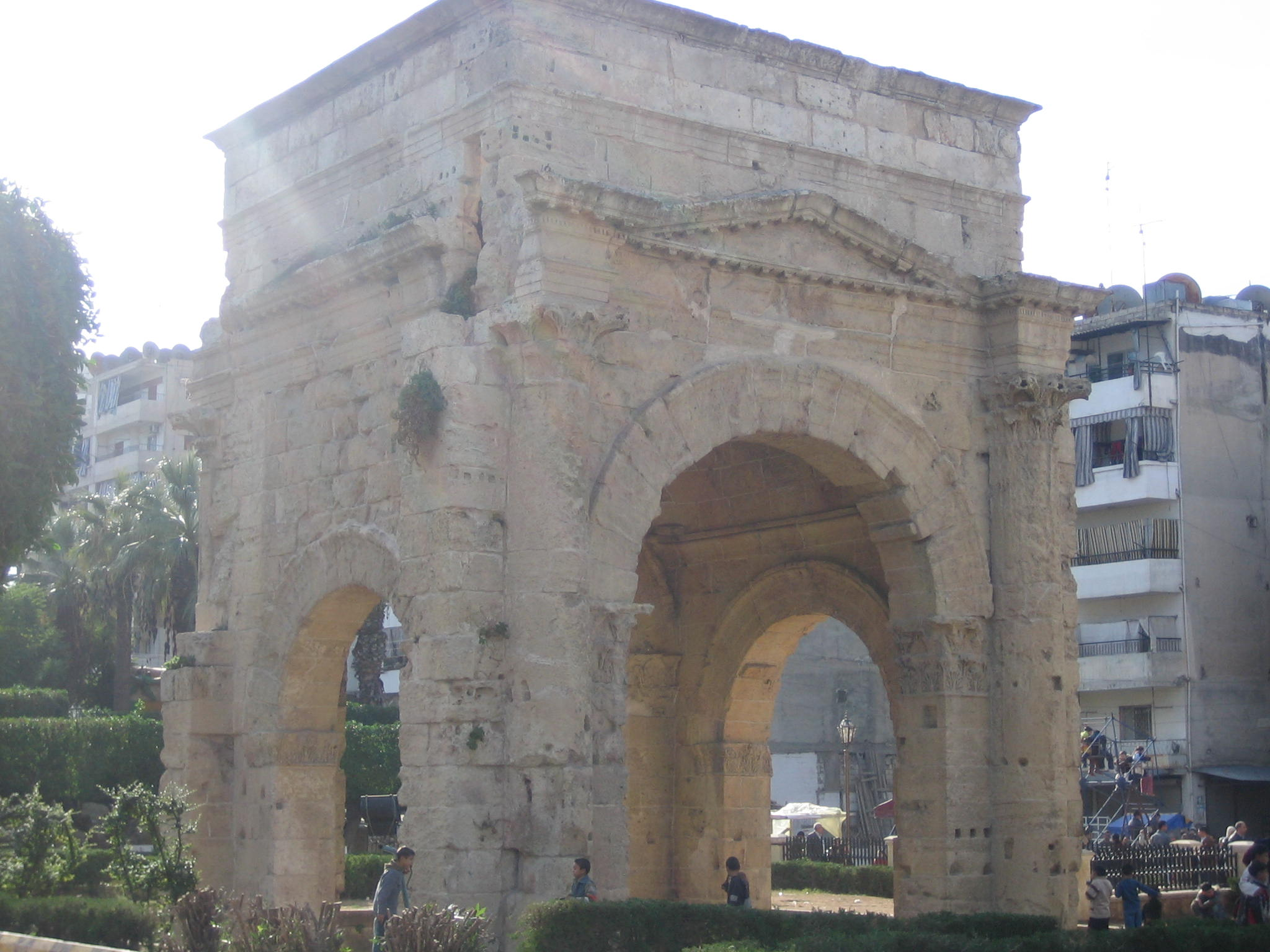
O Tetrapórtico, construído por Sétimo Severo em 183.

No período otomano, a região de Laodiceia tornou-se predominantemente alauita. A cidade propriamente dita, porém, continha contingentes significativos de sunitas e cristãos. Os proprietários de terras no campo costumavam ser sunitas, enquanto que os camponeses eram em sua maioria alauitas. Como os drusos, que também gozavam de um status especial até o fim da Primeira Guerra, os alauitas mantinham uma relação difícil com os proprietários otomanos.
Com a expulsão do Rei Faiçal em 1920, os franceses governaram a região de Lataquia como uma entidade separada e concederam-lhe autonomia, designando-a État des Alaouites ("Estado dos Alauitas").
Entre 22 de setembro de 1930 e 1936, a cidade foi a capital do Sanjaco de Lataquia, um Estado nominalmente autônomo governado pela França com base num mandato da Sociedade das Nações.
O tratado franco-sírio de 1936 previa a incorporação dos Estados alauita e druso pela Síria. Embora o parlamento francês não chegasse a aprová-lo, o acordo foi implementado até 1939, quando o Alto Comissário francês o suspendeu e devolveu a autonomia àquelas comunidades. Após as eleições de 1943, as duas áreas foram integradas no Estado da Síria.
Em 1973, durante a Guerra do Yom Kippur, a batalha naval de Lataquia, entre Israel e Síria, foi a primeira a empregar mísseis e contramedidas eletrônicas.

## Economia
Lataquia é atualmente o principal porto da Síria, localizado num bom ancoradouro, com uma ampla área de agricultura no interior. As exportações incluem betume e asfalto, cereais, algodão, frutas, ovos, óleo vegetal, cerâmica e tabaco. A indústria local inclui o beneficiamento de algodão, processamento de óleo vegetal, curtume e pesca da esponja. Durante a Guerra Civil Síria, a cidade perdeu grande parte do comércio da região pelo menos até a tomada da cidade de Salma pelas forças pró-governo em 2016.

## Galeria

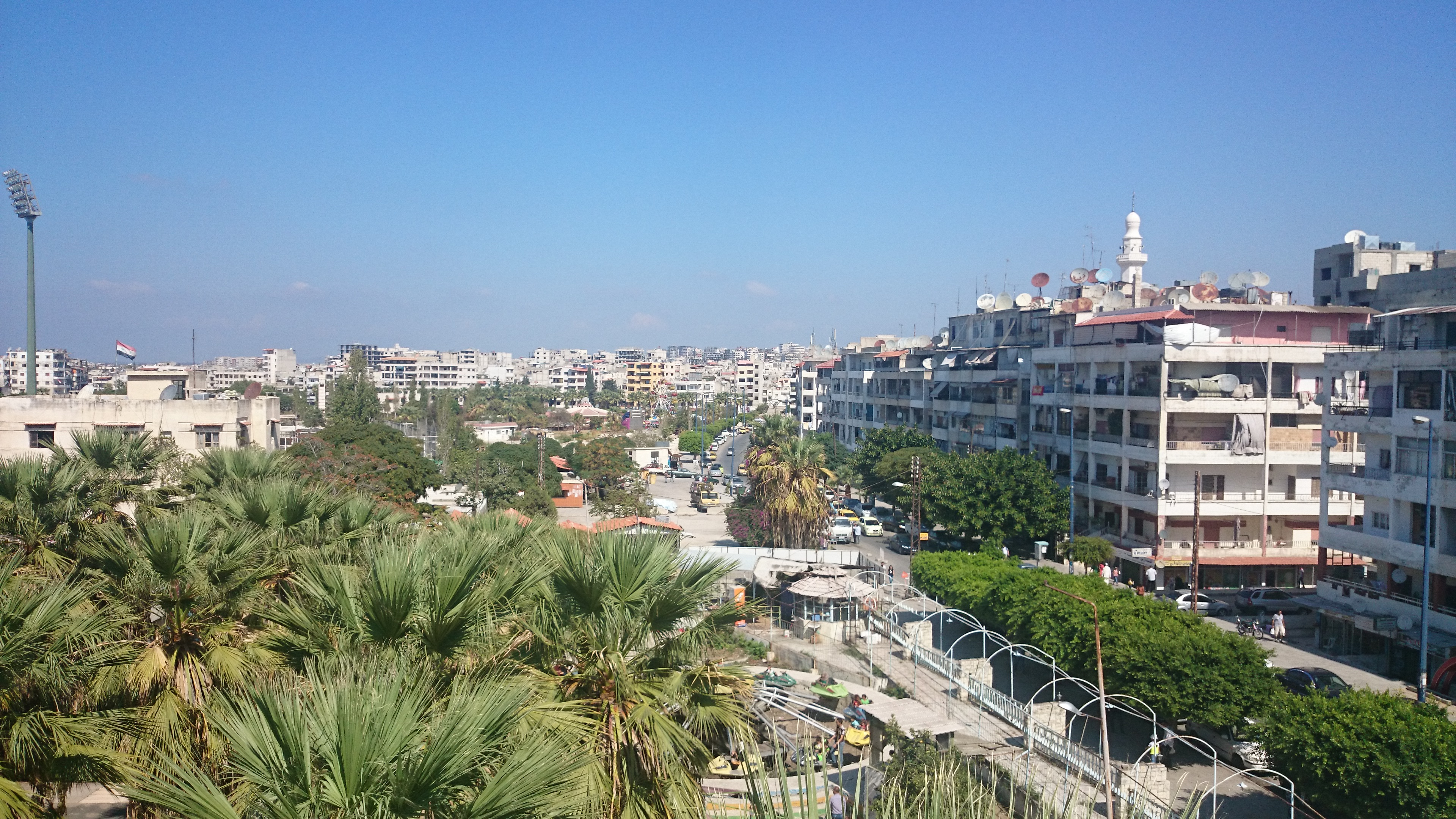
Prédios do centro de Latáquia.